# Almlav
Almlav (Gyalecta ulmi) är en lavart som först beskrevs av Olof Swartz, och fick sitt nu gällande namn av Alexander Zahlbruckner. Almlav ingår i släktet Gyalecta och familjen Gyalectaceae.  Arten är reproducerande i Sverige. Inga underarter finns listade i Catalogue of Life.